# Colina (Chile)
Colina es una comuna y ciudad chilena ubicada al norte de la Región Metropolitana de Santiago, en la zona central de Chile. Es la capital de la provincia de Chacabuco. Dentro de la comuna se encuentran localidades como la ciudad de Colina (capital comunal), Chicureo, Peldehue, Las Canteras, Casas de Chacabuco y  Esmeralda.

## Toponimia
Contrariamente a la creencia popular, el nombre de Colina no deriva en absoluto del accidente geográfico de ese nombre, ya que no se halla ninguna colina cercana a ella, sino más bien cerros de gran altura.
La palabra "Colina" se origina de la lengua mapuche que significa “perdiz”, aunque hay otra versión que dice que el nombre deriva de un antiguo cacique llamado “Colinura”, que en quechua significa “Jefe de Bríos”. Los españoles alterarían dicho nombre, estableciendo la actual denominación para la actual comuna.

## Historia
La presencia humana en Colina se remonta desde el Holoceno específicamente después de la última glaciación, en la que grupos de cazadores recorrían su planicie. Culturas como las Bato, Llolleo, Aconcagua, y la Diaguita dejaron rastros arqueológicos en la zona; mientras que los picunches se encontraban asentados en Colina. En 1426 el Imperio Inca (Tawantinsuyu) invadió estas tierras asentando un importante centro administrativo, y según los cronistas, un Templo al Sol que jamás ha sido hallado. En esta época el norte y centro de Chile formaron parte del Collasuyo. Durante este período los picunches adoptaron tecnología inca, tanto en la agricultura como en la minería, mejorando además su alfarería al formar parte y tener contacto con el sistema de mitimaes. El Camino del Inca pasaba por Colina en su viaje al Gran Tambo de Mapocho, el que recientes investigaciones apuntan que era una ciudad entera. Existió una importante ocupación Inca en este sector. Las chacras del sector estuvieron regadas por aguas del estero Colina. La información etnohistórica ha sido analizada por Silva. Un importante contexto funerario inca en un sitio habitacional de la Cultura Aconcagua fue encontrado en Peldehue.

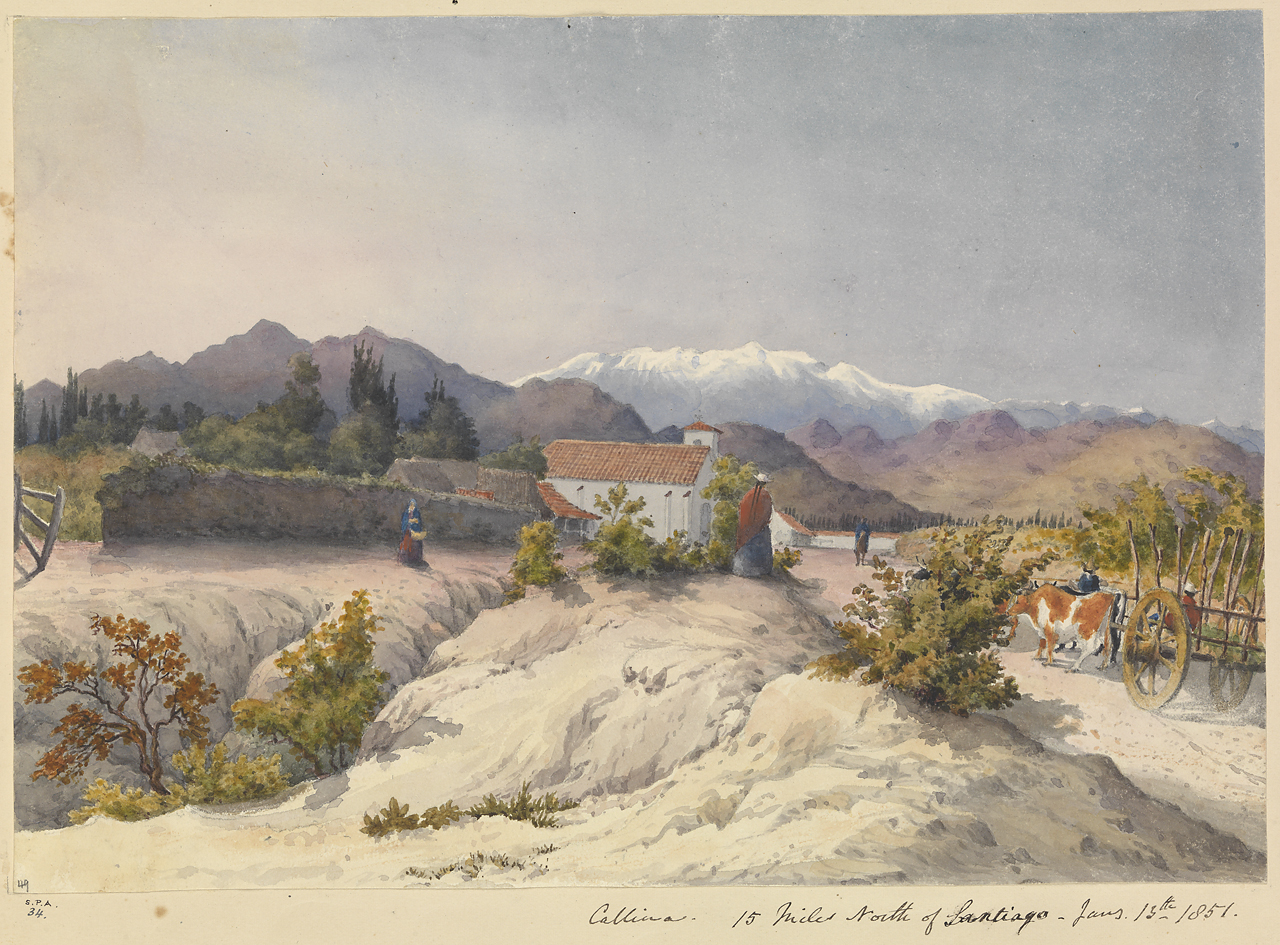
Ilustración de la comuna por Edward Gennys Fanshawe, 13 de enero de 1851.

El primer español que pasó por esta zona fue Gómez de Alvarado enviado por Diego de Almagro mientras estaba en Quillota en 1536.
Los antecedentes históricos indican que en 1599, Pedro de Vizcarra le otorgó la Hacienda de Chacabuco a Don Pedro de la Barrera. Posteriormente, este fundo es ocupado por los Jesuitas y también sirvió de albergue a los Patriotas, en las guerras de la Independencia, específicamente en la Batalla de Chacabuco, que se desarrolló el 12 de febrero de 1817, y que tuvo como protagonistas al Ejército de Los Andes o Ejército Libertador, a cargo del general San Martín, y las Tropas Realistas, comandadas por general Rafael Maroto, designado por Marcó del Pont.
El triunfo de los patriotas en Chacabuco significó el fin del dominio realista y, por lo tanto, del período llamado de La Reconquista. Luego, el Ejército Libertador entró a Santiago y se estableció el Gobierno Patriota con Bernardo O'Higgins como Director Supremo.
Se ha establecido como fecha de compraventa de Colina el 24 de noviembre de 1723. Los vendedores son Doña Melchora de Arraño y Doña María Ana de Arraño. Le venden Colina al muy R. Padre Maestro F. Joseph de Carvajal. Sucesivamente los terrenos se vuelven a vender, se dividen y se subdividen.
En Santiago, el 22 de diciembre de 1891 se decretó la creación de la Municipalidad de Colina y su territorio comprendía la subdelegación 18, Cañada de Colina; subdelegación 19, Colina; subdelegación 20, Baños de Colina y subdelegación 21, Chacabuco.
Debido al desarrollo alcanzado por el pueblo de Colina, cabecera del territorio del mismo nombre, el 25 de mayo de 1896, por decreto se le concede el título de Villa, cuyas viviendas estaban dispuestas linealmente a ambos costados de la calle principal (Av. La Concepción'), ocupando hasta dos manzanas al oriente de la actual carretera.
Francisco Solano Asta-Buruaga y Cienfuegos escribió en 1899 en su Diccionario Geográfico de la República de Chile : 159  sobre el lugar:

Colina.-—Aldea del departamento de Santiago, situada sobre el borde de la falda occidental de los Andes á la altitud de 542 metros y distante unos 30 kilómetros al N. de la ciudad de Santiago y otros más ó menos al S. de la cuesta de Chacabuco; su posición es por los 33º 13' Lat. y 70º 40' Lon. Contiene pocas casas, una iglesia de su antigua parroquia, oficinas de correo y registro civil y cerca de 300 habitantes. Á su alrededor é inmediaciones se hallan algunos predios de su nombre, el de Peldehue y los baños termales, que han tomado también de ella su título. Ha sido primitivamente asiento de una colonia de los incas del Perú, cuyo gobernador se conocía con el renombre de Coliruna, que en quichua equivale á jefe de bríos, y que los primeros españoles alteraron en Colina, tomándolo por denominación del distrito.

Colina (Baños de).-—Aguas termales situadas en el departamento de Santiago por los 33° 11' Lat. y 70º 36' Lon. á unos 35 kilómetros al N. de la ciudad de Santiago y nueve hacia el E. de la aldea de que toman el nombre: hánse llamado también de Peldehue por el fundo en cuyos términos se comprenden. Brotan sus aguas hacia la cabecera de una quebrada estrecha de las últimas faldas de los Andes, inmediatas á los arranques australes del cerro Colocalán, á una altitud de 909 metros y con una temperatura de 30° á 32° del centígrado; pero parece que esta temperatura ha sido más elevada, según la que señalaba en fines del siglo pasado el naturalista Molina. Contienen en disolución cloruros de sodio y de magnesia y sulfatos de soda y cal, las cuales se aplican especial mente á baños; existiendo además otra fuente de más baja temperatura y con menores proporciones de esos elementos, llamada "agua de Grajales", por el apellido de un médico español, que la acreditó en 1813 como bebida higiénica. Aunque conocidas estas aguas antes de 1795, no principiaron á ser visitadas con regularidad, sino desde ese tiempo en que los Padres del convento de Peldehue despejaron el sitio de donde manan y arreglaron el indispensable alojamiento para bañistas. Hoy presentan las convenientes comodidades para éstos y son bastante concurridas. Se comunican con la estación de Colina por una regular carretera.

Colina (Estación de).-—Situada entre las de Quilicura y Batuco en el ferrocarril de Santiago á Valparaíso. Dista 20 kilómetros al N. de la primera ciudad y poco más hacia el O. de los baños de su nombre. Contiene unos 200 habitantes y estafeta.

Colina (Río de).-—Riachuelo de corto caudal y curso de la sección norte del departamento de Santiago. Se forma en las vertientes más occidentales de los Andes al SE. del cerro de Colocalán y al E. de los baños de su nombre; corre hacia el SO., pasando á tres kilómetros más ó menos al S. de esos baños, y va á juntarse con el riachuelo de Lampa. Tiene en sus riberas fundos y terrenos feraces.

También el geógrafo chileno Luis Risopatrón describe a Colina como una ‘villa’ en su libro Diccionario Jeográfico de Chile en el año 1924:: 233 

Colina (Villa) 33° 13' 70° 41’. Con pocas casas, servicio de correos, telégrafos, rejistro civil i escuelas públicas, se encuentra en un dilatado i hermoso valle, en la márjen N del curso medio del rio del mismo nombre, a 542 m de altitud, a unos 30 kilómetros hácia el N de la ciudad de Santiago; obtuvo el título de villa por decreto de 25 de mayo de 1896. 63, p. 244; 66, p. 319; 68, p. 67; 127; 135; i 156; pueblo en 3, I, p. 614 (Alcedo, 1786); i aldea en 101, p. 424; i 155, p. 159.

De acuerdo a la historia, Colina era el punto de parada obligatorio para los viajeros entre Mendoza y Santiago. Hoy lo sigue siendo, ya que la comuna es cruzada por la Carretera General San Martín, de norte a sur. Actualmente, esta comuna cuenta con una moderna Autopista llamada Los Libertadores y que conduce al paso fronterizo del mismo nombre, que une a Chile con Argentina.

## Medio ambiente

### Geomorfología y componentes abióticos

Trazado simplificado de los ecosistemas y cuerpos de agua presentes en la comuna de Colina.

La comuna de Colina se encuentra emplazada en las unidades geomorfológicas de Cordillera andina de retención crionival, Cuencas transicionales semiáridas y Cuenca de Santiago; La comuna de Colina se caracteriza por ser relativamente plana con una suave pendiente que sube de sur a norte; estando la plaza de Armas de la ciudad a 602 m s. n. m. desde donde es visible el cordón de Chacabuco por el Norte y las Cordilleras de Los Andes y de la Costa. El principal cauce es el Río Colina. Hacia la zona de El Colorado y Chacabuco hay numerosas quebradas con vegetación que contrastan con la aridez del paisaje circundante.

### Clima
La comuna presenta según la clasificación climática de Köppen clima de tundra de lluvia invernal (ET (s)), clima mediterráneo de lluvia invernal (Csb), clima mediterráneo de lluvia invernal de altura (Csb (h)), clima mediterráneo frío de lluvia invernal (Csc) y clima semiárido de lluvia invernal (BSk (s)). Esta además se halla entre las cuencas hidrográficas de río Aconcagua y río Maipo. El clima de Colina es cálido con estación seca prolongada en verano y lluvias que promedian los 100 mm entre abril y septiembre. Las temperaturas pueden alcanzar hasta los 42 °C con días despejados y muy secos y en invierno puede llegar a mínimas bajo los 5 °C y máximas que no superan los 15 °C, existiendo el mito que en verano siempre hay un par de grados más que en Santiago y en invierno unos pocos menos que en la gran capital. Los vientos son generalmente en dirección NNE de muy poca intensidad salvo períodos de mal tiempo donde llegan a soplar ráfagas de hasta 70 km/h en dirección SSE.

### Hidrografía
Además, la comuna posee diversos cuerpos de agua, entre los que se destacan la laguna Ayres, laguna de Chicureo, laguna Palillos, laguna Piedra Roja y laguna Santa Elena.

### Componentes bióticos
Dentro del territorio de la comuna se pueden hallar los siguientes ecosistemas:
- Bosque esclerófilo mediterráneo andino donde predominan Kageneckia angustifolia y Guindilia trinervis (Vulnerable)
- Bosque esclerófilo mediterráneo andino donde predominan Quillaja saponaria y Lithrea caustica (Vulnerable)
- Bosque espinoso mediterráneo andino donde predominan Acacia caven y Baccharis paniculata (Vulnerable)
- Bosque espinoso mediterráneo interior donde predominan Acacia caven y Prosopis chilensis (Vulnerable)
- Herbazal mediterráneo andino donde predominan Nastanthus spathulatus y Menonvillea spathulata (Preocupación menor)
- Matorral bajo mediterráneo andino donde predominan Chuquiraga oppositifolia y Nardophyllum lanatum (Preocupación menor)
- Matorral bajo mediterráneo andino donde predominan Laretia acaulis y Berberis empetrifolia (Preocupación menor)
- Matorral espinoso mediterráneo interior donde predominan Trevoa quinquinervia y Colliguaja odorifera (Preocupación menor)
- Zonas geográficas hinóspitas sin vegetación (Sin información)

### Medidas de protección ambiental y conflictos socioambientales
Hasta 2022, la comuna de Colina cuenta con las siguientes zonas que cuentan con algún nivel de protección ambiental:
- Alto de la Cuenca del Mapocho (Sitios ERB)[15]
- Chacabuco - Peldehue (Sitios ERB)[16]
- Colina-Lo Barnechea (Sitios ERB)[17]
- Santuario de la Naturaleza Los Nogales (Santuario de la Naturaleza)[18]
- Vegas Andinas (Sitios ERB)[19]

Debido al movimiento de tierras provocado por la industria minera del Cobre, se ha contaminado el caudal del Río Colina, aunque no ha afectado a la población, debido a las restricciones de consumo tomadas por la Municipalidad.[actualizar][cita requerida]

## Demografía
Debido a su explosivo crecimiento demográfico, inmobiliario y comercial, y la construcción de modernas vías de acceso como la Autopista del Aconcagua, la Autopista Los Libertadores y la Autopista Nororiente, los suburbios del extremo suroeste que limita con Quilicura ya son parte del Gran Santiago (La capital comunal finalmente formará parte de dicha ciudad como parte de la periferia norte junto con Lampa).
Según los datos del Censo de 2017 la comuna posee 146 207 habitantes, casi duplicando los 77 815 del censo 2002, en un período de solo 15 años.

## Administración

### Municipalidad
La Ilustre Municipalidad de Colina es dirigida desde 2021 por la alcaldesa Isabel Valenzuela Ahumada (UDI), la cual es asesorada para el período 2024-2028 por los concejales:
- Carlos Andrews Cruz (REP)
- Federico Koch Valenzuela (FA)
- Angélica Antiman Palman (UDI)
- Gonzalo Torres Ferrari (RN)
- Lorena Rojas Mendoza (RN)
- Rafael Goni del Río (RN)
- Orlando Melo Inostroza (PS)
- Soledad Vial Cummins (REP)

### Representación parlamentaria
Colina pertenece al distrito electoral N.º 8 y a la 7.ª circunscripción senatorial (Región Metropolitana). Es representada en la Cámara de Diputados del Congreso Nacional por los diputados Carmen Hertz Cádiz (PCCh), Claudia Mix Jiménez (COM), Joaquín Lavín León (UDI), Cristián Labbé Martínez (UDI), Alberto Undurraga Vicuña (DC), Agustín Romero Leiva (PRCh), Viviana Delgado Riquelme (PEV) y Rubén Oyarzo Figueroa (PDG) en el periodo 2022-2026. A su vez, en el Senado la representan Fabiola Campillai Rojas (Ind), Claudia Pascual (PCCh), Luciano Cruz Coke (EVOP), Manuel José Ossandon (RN) y Rojo Edwards (PRCh) en el periodo 2022-2030.

### Justicia
Colina, al ser capital de provincia, posee Juzgado de Garantía, Tribunal de Juicio Oral en Lo Penal, Juzgado de Familia y Juzgado de Letras cuya competencia se extiende a las vecinas comunas de Lampa y Til Til. El Ministerio Público tiene la Fiscalía Local de Colina ubicada frente a Servicomunal.

## Economía
En 2018, la cantidad de empresas registradas en Colina fue de 4.355. El Índice de Complejidad Económica (ECI) en el mismo año fue de 1,38, mientras que las actividades económicas con mayor índice de Ventaja Comparativa Revelada (RCA) fueron Fabricación de Tejidos de uso Industrial: Impregnados, Moltoprene, Batista (55,92), Elaboración de Vinagres, Mostazas, Mayonesas y Condimentos en General (50,52) y Fabricación de Planchas, Láminas, Cintas y Tiras de Plástico (37,47).
Colina actualmente es centro de importantes inversiones, principalmente en el área agroindustrial, debido a la instalación de grandes e importantes empresas, que de paso entregan un gran número de empleos a la comunidad; y en el área de parcelaciones de agrado, lo que ha contribuido a aumentar considerablemente el número de habitantes, trayendo consigo los beneficios que sustentan las comunas en continuo crecimiento.

### Turismo

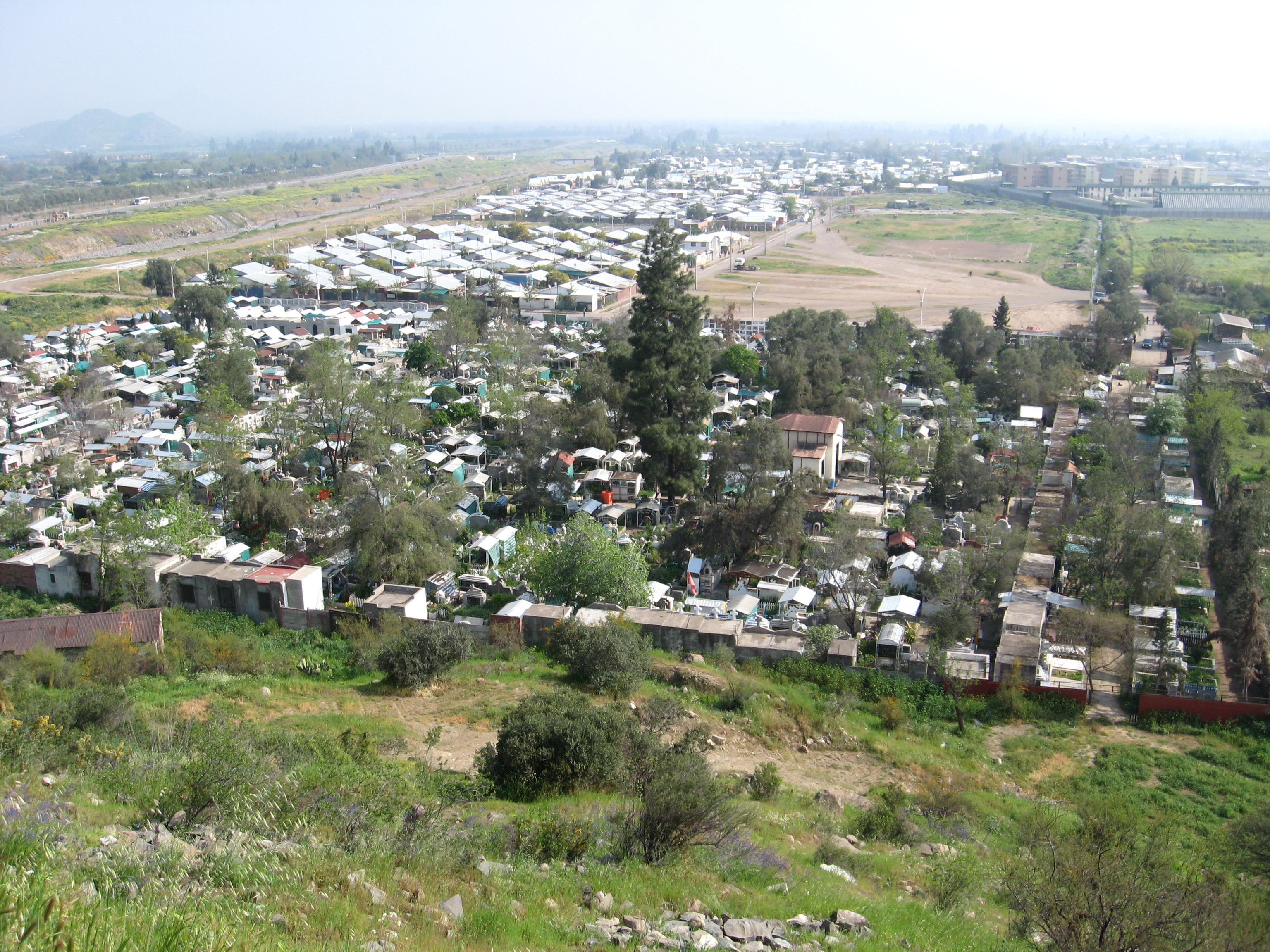
Cementerio municipal desde el cerro Comaico

- Termas de Colina: son conocidas desde que Colina era solo un fundo y se ubican en la zona de Peldehue. Las aguas y sus propiedades son conocidas desde antes de 1822, las que estaban constituidas por un hermoso y cristalino arroyo que se abría paso por el valle, en sus fuentes estaban los célebres baños. Varios manantiales abundantes brotan de la roca viva a una temperatura que no baja de los 38° Celsius. El agua es clarísima, sin sabor ni olor especial. Las termas estaban conformadas por cavidades abiertas en las rocas que formaban los baños con un frente de ladrillo. La cantidad de agua caliente era tan grande que, al salir de los baños, con el aumento de un pequeño manantial que se le unía en el camino, forma el Río Colina.
- Laguna Piedra Roja: se proyecta como un parque privado en el cual se practican algunos deportes náuticos rodeados de césped y gran cantidad de árboles. Se encuentra en el sector de Chicureo a un costado del Centro Comercial Piedra Roja.
- Actividades de Montaña: quizá poco practicado por algunos, Colina es privilegiado en este aspecto ya que tiene acceso fácil y expedito a la Cordillera de Los Andes destacando el Cajón del Río Colina en la zona denominada Las Compuertas, el cerro Colocalán en Peldehue entre los tantos de a los que se puede llegar caminando por los sectores de Quilapilún, El Colorado, Chacabuco y San Luis. En la cuesta Chacabuco hay una gran quebrada, planicie y acántilado denominado "Las mesas" donde se pueden realizar actividades de senderismo, escalada en roca, parapente.
- El Museo Campesino y de los Antiguos Oficios: Museo Campesino y de los Antiguos Oficios El museo campesino y de los oficios de Colina recoge las tradiciones de los campesinos, teniendo un carácter eminentemente etnografico.

### Producción eléctrica
Cerca de Colina, en Quilapilún se está construyendo actualmente debido a sus características orográficas, la Planta fotovoltaica de 110MW que la Compañía SunEdison, en colaboración con el Gobierno de Chile proyectó en la región metropolitana. Cuando se termine su construcción, se conectará al Sistema Interconectado Central (SIC) y podrá suministrar energía a más de 117.000 hogares.

### Servicios financieros
Colina posee un Banco del Estado de Chile (Av. Concepción 170), Banco de Crédito e Inversiones (BCI) (sucursal Plaza de Colina, Caja auxiliar Chicureo y Sucursal Piedra Roja) y un Banco de Chile/Edwards Citi (Camino Chicureo 800).

### Abastecimiento
Supermercados Tottus, Montserrat, Don Kiko, mayorista 10, Jumbo, Santa Isabel, Líder (Sector Piedra Roja, Chicureo); farmacias, estaciones de gasolina, panaderías, almacenes y botillerías. En los grandes comercios se puede pagar con efectivo, cheques, tarjetas de crédito y débito nacionales e internacionales. En los más pequeños algunos ya han incorporado la posibilidad de pagar con dinero "plástico".[cita requerida] Colina también cuenta con una amplia variedad de establecimientos de diversos tipos dedicados a la preparación de comida: cafeterías y platos rápidos, comida china, japonesa, chilena, peruana. Se ubican tanto en Chicureo como en la parte central de la comuna e incluso en el sector de Chacabuco, lo que es ideal para quienes van hacia Los Andes y Mendoza.

## Servicios públicos

### Servicios básicos
Colina cuenta con servicio de agua potable, alcantarillado y tratamiento de aguas servidas en la zona urbana provisto por la Empresa Servicomunal. En sectores rurales operan comité de Agua Potable Rural MOP. La luz es distribuida por la Empresa Eléctrica de Colina en el Centro, Esmeralda y Peldehue. En otras zonas es provista por Chilectra. Hay red de telefonía fija y cobertura para telefonía móvil en toda la comuna y alrededores.

### Bomberos
Colina es capital del Cuerpo de Bomberos del mismo nombre, fundado el 30 de junio de 1961, y cuya jurisdicción comprende las comunas de Colina y Lampa, cubierta la primera de ellas por la Compañía de Colina (Primera Compañía Bomba Estados Unidos de América), la Compañía en Esmeralda (Cuarta Compañía Bomba Esmeralda), la 5.ª Compañía de Chicureo (Bomba Chicureo) y la Brigada Chacabuco.

### Seguridad y orden público
8.º Comisaría de Colina (ubicada en pleno centro) y Tenencia Carreteras de Colina (con asiento en el sector de San Luis); Subcomisaría de Chicureo y Cuartel de la Policía de Investigaciones de Chile (sector Terpel), gran parte de la población ignora la existencia de la PDI en nuestra ciudad por su ubicación en la Población Los Robles, poco a poco está siendo reconocida su labor.

### Educación
[actualizar]Actualmente son 12 salas cunas y jardines infantiles, 12 colegios de educación básica, y 5 liceos que están a cargo del municipio.[cita requerida] Cabe mencionar que el Instituto Chacabuco, liceo municipal inaugurado el año 2004, es el más destacado de la comuna debido a sus buenos resultados en pruebas Simce y PSU llegando a estar en el puesto número 25 de los liceos con mejores resultados de la PSU. También en el sector de Chicureo hay una gran cantidad de colegios particulares pagados.
Colina tiene el campus Chamisero del Lycée Antoine de Saint-Exupéry de Santiago, una escuela francesa.

## Cultura

### Edificios patrimoniales
Entre los edificios más antiguos que posee la comuna, cabe destacar la Parroquia Inmaculada Concepción, originalmente ubicada en Avda. Concepción, la que fue construida en el año 1579 y restaurada en 1622, fue declarada monumento Nacional en 1971 y actualmente acoge a la Casa de la Cultura de la comuna.
Otra importante edificación es la Casa Patronal, es la casa de la Hacienda de Chacabuco, también declarada Monumento Nacional. La historia cuenta que en el año 1599, en el Chile de aquella época existió el gobernador del Reino don Pedro Vizcarra, quien otorga estas tierras de Chacabuco, en calidad de Merced, a don Pedro de la Barrera, quien a su muerte las hereda a don Antonio Martínez Vergara, Alguacil Mayor del Cabildo de Santiago, quien poco antes de morir deja estas tierras a la orden de los jesuitas a partir del año 1696. El terremoto de 1730 destruye las casas y la capilla, lo que da inmediata reconstrucción a la obra. A la expulsión de los jesuitas en el año 1767, esta histórica hacienda alcanzaba una extensión de 29.000 mil hectáreas. Esta casa patronal también albergó en su niñez y hasta los 11 años a Juanita Fernández Solar, Santa Teresa de los Andes. En el territorio comunal se encuentran además, terrenos donados por Air France, en donde se establece la Base Aérea Colina en donde funcionaria el Regimiento de Artillería Antiaérea de la FACH, hoy con asiento en Quintero y el campo militar de Peldehue. En 1958, se establece y entra en funcionamiento la División NASA, con una estación de rastreo de satélites, y continúa en funcionamiento hasta hoy, pero bajo el alero de la Universidad de Chile.

### Tradiciones
Una tradición que se mantiene vigente es la de la Fiesta de Cuasimodo, esta se realiza una semana después de Semana Santa y con el único objetivo de llevar la comunión a los enfermos, por los distintos sectores de la comuna. Esa peregrinación se realiza solo montado a caballo y reúne alrededor de 3000 jinetes.
La historia de la comuna, nos permite también asumir que en esta localidad aún se mantiene una de las tradición de orden religiosa, que data de la época de la Colonia y una fiesta antigua de la zona central de este país.

## Deportes

### Fútbol
La comuna de Colina tiene un club participando en los Campeonatos Nacionales de Fútbol en Chile, también participó el club extinto Deportivo Colina en la Cuarta División de Chile.
- Deportivo Colina (Cuarta División 1990-1996).
- Deportes Colina (Tercera división B 2015-2016) – (Tercera división A 2016-2018) – (Segunda división 2019-Actualidad).

| Equipo          | Deporte | Competición      | Estadio                                |
| --------------- | ------- | ---------------- | -------------------------------------- |
| Deportes Colina | Fútbol  | Segunda división | Estadio municipal Manuel Rojas del Río |

## Personas destacadas
- José Francisco Vergara: político, senador, ministro de Guerra y Marina en la guerra del Pacífico y fundador de Viña del Mar.
- Abraham Aguilera Bravo: sacerdote y obispo de Issus y Ancud.
- Francisca Núñez: escultora y artista visual.
- GNS: Cantante Urbano y Pastor Cristiano del Remanente.

## Medios de comunicación
Colina tiene servicios de televisión por cable —Inet—, una radioemisora comunitaria, Radio Sembrador 106.7 FM, perteneciente a ANARCICH e Agrupación Folclórica Sembrador, además de Cumbre FM 90.9 FM, perteneciente a la ARCHI. En cuanto a medios escritos encontramos el Periódico Digital Colina Online periódico impreso Chicureonews y los portales web Chicureonews.cl, Chicureo.com. y Colina Informado medio de comunicación independiente.

### Radioemisoras
FM
- 90.9 MHz - Radio Cumbre
- 105.9 MHz - Radio Sintonía Clave
- 106.7 MHz - Radio Sembrador
- 107.9 MHz - Radio Esmeralda

### Televisión
TDT
- 22.1 - Colina TV HD